# Concursul Muzical Eurovision 1993
Concursul muzical Eurovision 1993 s-a desfășurat la Millstreet, Comitatul Cork, Irlanda. Niamh Kavanagh a adjudecat cea de-a V-a victorie a Irlandei la acest concurs, interpretând piesa câștigătoare, "In Your Eyes".

## Pre-calificări
Având în vedere numărul mare de țări ce au dorit să debuteze la această ediție a Concursului Muzical Eurovision, EBU a hotărât să organizeze o rundă de pre-calificări pe data de 3 aprilie pentru a selecționa cele mai bune 3 cântece.
| #  | Țară                  | Limbă           | Artist          | Cântec                        | Traducere                          | Loc | Puncte |
| -- | --------------------- | --------------- | --------------- | ----------------------------- | ---------------------------------- | --- | ------ |
| 01 | Bosnia și Herțegovina | Bosniacă        | Fazla           | „Sva bol svijeta”             | Toată durerea lumii                | 2   | 52     |
| 02 | Croația               | Croată, Engleză | Put             | „Don't Ever Cry”              | Nu plânge niciodată                | 3   | 51     |
| 03 | Estonia               | Estoniană       | Janika Sillamaa | „Muretut meelt ja südametuld” | Mintea și inima flăcări fără griji | 5   | 47     |
| 04 | Ungaria               | Maghiară        | Andrea Szulák   | „Árva reggel”                 | Dimineață orfana                   | 6   | 44     |
| 05 | România               | Română          | Dida Drăgan     | „Nu pleca”                    | -                                  | 7   | 38     |
| 06 | Slovenia              | Slovenă         | 1X Band         | „Tih deževen dan”             | O liniștită zi ploiasa             | 1   | 54     |
| 07 | Slovacia              | Slovacă         | Elán            | „Amnestia na neveru”          | Amnistie                           | 4   | 50     |

## Finala
Finala concursului s-a desfășurat pe data de 15 mai 1993 în orășelul Millstreet din Comitatul Cork, Irlanda. 
| #  | Țară                  | Limbă                   | Artist                            | Cântec                       | Traducere                 | Loc | Puncte |
| -- | --------------------- | ----------------------- | --------------------------------- | ---------------------------- | ------------------------- | --- | ------ |
| 01 | Italia                | Italiană                | Enrico Ruggeri                    | „Sole d'Europa”              | Soare al Europei          | 12  | 45     |
| 02 | Turcia                | Turcă                   | Burak Aydos                       | „Esmer Yarim”                | Bruneta mea dragă         | 21  | 10     |
| 03 | Germania              | Germană                 | Münchener Freiheit                | „Viel zu weit”               | Mult prea departe         | 18  | 18     |
| 04 | Elveția               | Franceză                | Annie Cotton                      | „Moi, tout simplement”       | Eu, pur și simplu         | 3   | 148    |
| 05 | Danemarca             | Daneză                  | Tommy Seebach Band                | „Under stjernerne på himlen” | Sub stelele cerului       | 22  | 9      |
| 06 | Grecia                | Greacă                  | Katerina Garbi                    | „Ellada, Chora Tou Fotos”    | Grecia, țara luminilor    | 9   | 64     |
| 07 | Belgia                | Olandeză                | Barbara Dex                       | „Iemand als jij”             | Cineva ca tine            | 25  | 3      |
| 08 | Malta                 | Engleză                 | William Mangion                   | „This Time”                  | De data asta              | 8   | 69     |
| 09 | Islanda               | Islandeză               | Ingibjörg Stefánsdóttir           | „Þá veistu svarið”           | Atunci vei ști răspunsul  | 13  | 42     |
| 10 | Austria               | Germană                 | Tony Wegas                        | „Maria Magdalena”            | -                         | 14  | 32     |
| 11 | Portugalia            | Portugheză              | Anabela                           | „A cidade (até ser dia)”     | Orașul (până în zori)     | 10  | 60     |
| 12 | Franța                | Corsicană, Franceză     | Patrick Fiori                     | „Mama Corsica”               | -                         | 4   | 121    |
| 13 | Suedia                | Suedeză                 | Arvingarna                        | „Eloise”                     | Eliza                     | 7   | 89     |
| 14 | Irlanda               | Engleză                 | Niamh Kavanagh                    | „In Your Eyes”               | În ochii tăi              | 1   | 187    |
| 15 | Luxemburg             | Franceză, Luxemburgheză | Modern Times                      | „Donnez-moi une chance”      | Dă-mi o șansă             | 20  | 11     |
| 16 | Slovenia              | Slovenă                 | 1X Band                           | „Tih deževen dan”            | O liniștită zi ploioasă   | 22  | 9      |
| 17 | Finlanda              | Finlandeză              | Katri Helena                      | „Tule luo”                   | Vino la mine              | 17  | 20     |
| 18 | Bosnia și Herțegovina | Bosniacă                | Fazla                             | „Sva bol svijeta”            | Toată durerea din lume    | 16  | 27     |
| 19 | Regatul Unit          | Engleză                 | Sonia Evans                       | „Better The Devil You Know”  | Expresie în limba engleză | 2   | 164    |
| 20 | Țările de Jos         | Olandeză                | Ruth Jacott                       | „Vrede”                      | Pace                      | 6   | 92     |
| 21 | Croația               | Croată, Engleză         | Put                               | „Don't Every Cry”            | Nu plânge niciodată       | 15  | 31     |
| 22 | Spania                | Spaniolă                | Eva Santamaría                    | „Hombres”                    | Bărbați                   | 11  | 58     |
| 23 | Cipru                 | Greacă                  | Zimboulakis & Van Beke            | „Mi Stamatas”                | Nu te opri                | 19  | 17     |
| 24 | Israel                | Ebraică, Engleză        | Sarah'le Sharon & The Shiru Group | „Shiru”                      | Cântă                     | 24  | 4      |
| 25 | Norvegia              | Norvegiană              | Silje Vige                        | „Alle mine tankar”           | Toate gândurile mele      | 5   | 120    |